# Mont Haddington
Le mont Haddington est un volcan bouclier massif couvrant une grande partie de l'île James Ross, située au large de la terre de Graham, en Antarctique. Il s'élève à 1 630 m et est le point culminant de l'île. Le mont Haddington mesure environ 50 km de large et a connu de nombreuses éruptions sous-glaciaires tout au long de son histoire, formant de nombreuses tuyas. Certaines de ses éruptions uniques étaient plus volumineuses que tout un volcan de taille normale.

## Découverte
Le mont Haddington a été découvert le 31 décembre 1842 par l'expédition Ross, un voyage d'exploration scientifique de l'Antarctique de 1839 à 1843 dirigé par James Clark Ross. Ross a nommé la montagne en l'honneur du 9e comte de Haddington, Thomas Hamilton, alors premier Lord de l'amirauté.